# Novi Sad
Novi Sad (no alfabeto cirílico, Нови Сад, húngaro Ujvidék, alemão Neusatz, eslovaco Nový Sad) é uma cidade no norte da Sérvia, situada sobre o rio Danúbio. É a capital da província autônoma da Voivodina. Sede da antiga instituição cultural e científica Matica Srpska (Mãe Sérvia), é um grande centro industrial e cultural. O nome Novi Sad significa "Novo Jardim" em sérvio.
A população do núcleo urbano é de 299 294 habitantes, e mais 381 388 vivem na área metropolitana segundo o censo de 2010. Estimativas não-oficiais da população elevam o número de habitantes para 240 ou 250 mil.
A cidade de Novi Sad compreende os núcleos de Novi Sad, Petrovaradin e Sremska Kamenica. A área metropolitana também inclui Futog, Veternik, Bukovac e Ledinci. Há também vários outros núcleos no entorno de Novi Sad, mas que estão fisicamente separados da cidade.
Novi Sad é a segunda maior cidade da Sérvia (depois de Belgrado), e é também o centro administrativo do distrito de Bačka do Sul. Segundo o censo de 2002, a população de Novi Sad era composta por sérvios (75,50%), húngaros (5,24%), iugoslavos (3,17%), eslovacos (2,41%), croatas (2,09%), montenegrinos (1,68%) e outros.

## História

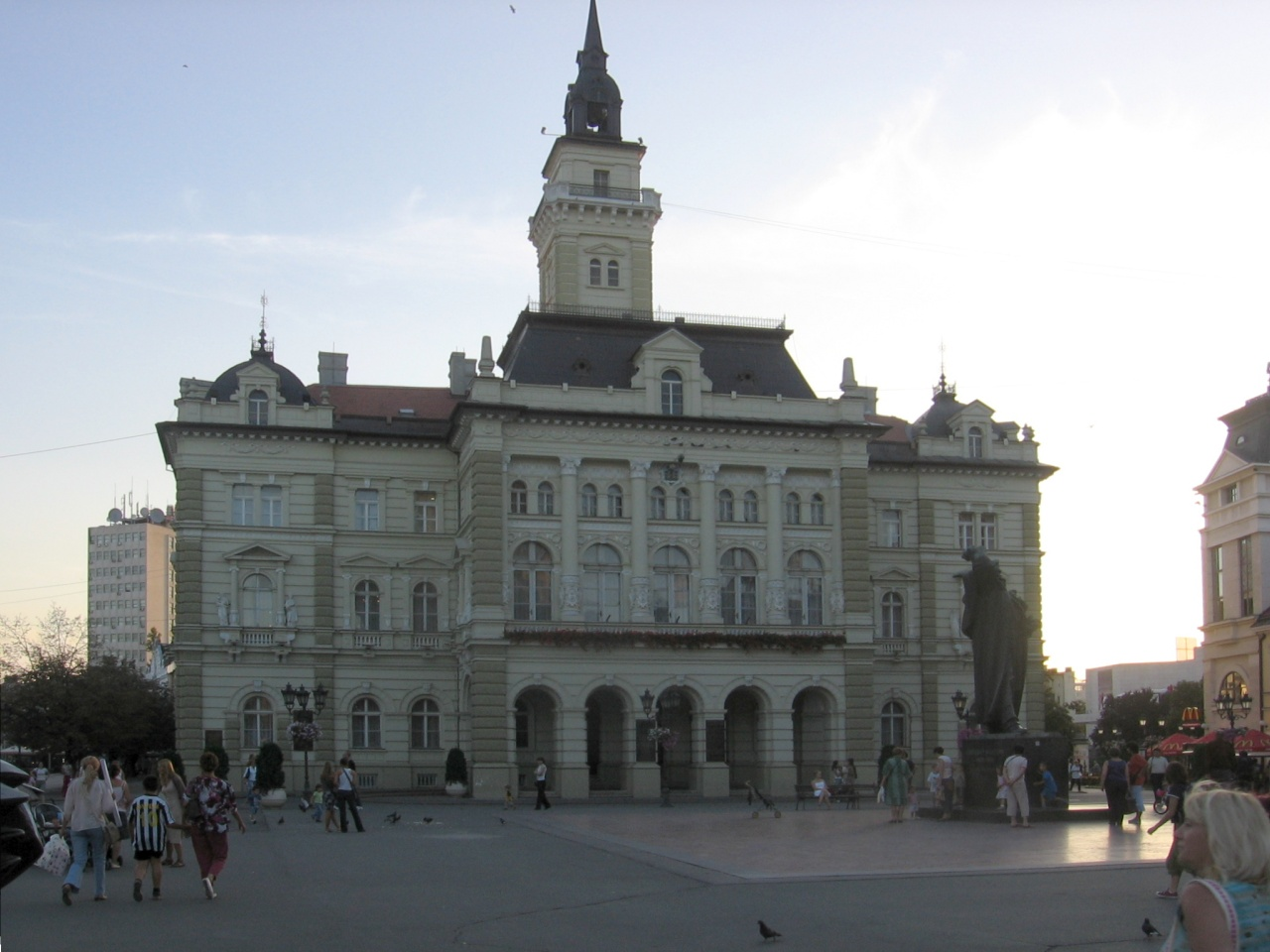
Prefeitura de Novi Sad.

Já na Idade da Pedra (cerca de 4.500 a.C.) havia assentamentos humanos no território da atual Novi Sad. Estes estavam situados na margem direita do Danúbio, no território da atual Petrovaradin. Mais tarde, esta região foi conquistada pelos celtas (no século IV a.C.) e posteriormente pelos romanos (século I a.C.). A fortaleza romana chamada Cusum foi construída neste território no século I d.C.. A fortaleza foi incorporada à Panônia romana. Os hunos devastaram Cusum no século V.
Petrovaradin foi mencionada pela primeira vez em documentos históricos de 1237. Desde então, a cidade passou sucessivamente pelo domínio dos húngaros, otomanos e austríacos.
O estabelecimento urbano na margem esquerda do Danúbio foi iniciado em 1694. O primeiro nome deste assentamento foi "Cidade Sérvia" (Ratzen Statt), que em 1748 foi alterado para Novi Sad. No mesmo ano, Novi Sad obteve o status de "cidade real livre".
Durante os séculos XVIII e XIX, Novi Sad foi a maior cidade da Sérvia, bem como o centro cultural da nação sérvia, a qual não tinha estado próprio nessa época, por viver sob domínio do Império Otomano. Por este motivo, Novi Sad ficou conhecida como a "Atenas sérbia".
Durante a revolução de 1848-1849, o exército húngaro devastou a cidade, que perdeu grande parte de sua população. A Sérvia alcançou sua independência da Turquia, mas a região da Voivodina permaneceu integrada à Hungria dentro do Império Austro-Húngaro.
As tropas sérvias somente libertaram a cidade no final da Primeira Guerra Mundial, em novembro de 1918. O desmembramento do Império Austro-Húngaro que se seguiu possibilitou a incorporação da Voivodina ao Reino da Sérvia e, mais tarde, ao Reino dos Sérvios, Croatas e Eslovenos (que posteriormente mudaria de nome para Iugoslávia). Em 1929, Novi Sad se tornou a capital do Banato do Danúbio, uma das novas províncias iugoslavas. Com o início da Segunda Guerra, a Hungria e as potências do Eixo ocuparam a cidade em 1941. Os partizans de Tito libertaram novamente a cidade em 1944 e, desde o ano seguinte, Novi Sad é a capital da região da Voivodina.
A cidade foi violentamente devastada pelos bombardeios da OTAN (liderados pelos EUA sob ordens de Bill Clinton) durante a Guerra do Kosovo em 1999. Novi Sad perdeu as três pontes medievais que tinha sobre o Danúbio, assim como os sistemas de comunicação, água e eletricidade. Áreas residenciais foram bombardeadas com bombas de fragmentação várias vezes, enquanto a refinaria de petróleo local foi bombardeada diariamente, causando uma grave poluição e um amplo dano ambiental.

## Turismo
Apesar de nao haver muito fluxo de turistas internacionais, Novi Sad sem dúvidas é uma cidade que deve ser incluída no roteiro de quem visita a Sérvia. Localizada a cerca de 100km da capital Belgrado e poucos passos da Hungria, Novi Sad entrega uma experiência turística muito diferente da sua capital.
Um clima amistoso e mais tranquilo em comparação a capital, Novi Sad tem alguns pontos turísticos muito interessantes de serem visitados, sendo os mais visitados:
- Fortaleza de Petrovaradin - É um dos pontos mais importantes da cidade, funciona como um patrimônio cultural e histórico da região, além da bela vista da cidade que se tem a partir do forte. Além disso, a Torre do Relógio está localizado dentro do forte, com estilo barroco, e era utilizado pelos navegadores que passavam pelo Rio Danúbio para ver as horas, e uma curiosidade da Torre do Relógio, que, diferente dos relógios comuns, esse, o ponteiro maior aponta as horas, ao invés dos minutos.
- Cidade Velha - ou na língua local conhecida como Stari Gard, é a principal rua para caminhar, você encontrará lojas, restaurantes, bares, cafés, prédios históricos e igrejas ortodoxas.
- Memorial para as vítimas de guerra - Foi construído em 1992 em memória ao ataque que a Sérvia sofreu em janeiro de 1942, durante a Segunda Guerra Mundial, esse memorial foi construído por John Soldatovic, em cima do local onde aconteceu um dos crimes de guerra mais terríveis.
- Sremski Karlovci - É um antigo e pequeno vilarejo a poucos minutos de Novi Sad, muito conhecido pelas suas vinícolas, dentre as inúmeras adegas familiares espalhadas pela cidade, é possível experimentar o vinho Bermet, muito famoso pelo fato de ter sido servido como uma iguaria no navio Titanic.